# Альбедиль, Эмиль Генрих Людвиг фон
Эмиль Генрих Людвиг фон Альбедиль (нем. Emil Heinrich Ludwig von Albedyll; 1 апреля 1824 — 13 июня 1897, Потсдам) — прусский кавалерийский генерал, докладывающий генерал-адъютант императора, шеф Военного кабинета.
Эмиль Генрих Людвиг фон Альбедиль родился 1 апреля 1824 года в маркграфстве Бранденбург.
В 1841 году поступил вольноопределяющимся во 2-й прусский кирасирский полк (королевы), а в 1843 году произведён в офицеры.
В качестве полкового адъютанта участвовал в Датско-прусской войне (1848—1850), был в деле при Шлезвиге, Сногоэ, Дюппеле и Фридериции.
Зимой 1850—1851 года назначен адъютантом 5-й инфантермобильной дивизии, летом 1854 года — адъютантом.
После того как он был произведён в полковники в 1868 году, Альбедиль принял участие во франко-германской войне (1870—1871), а затем был назначен в Генеральный штаб начальником военного кабинета.
В 1876 году он был назначен генерал-адъютантом императора и в 1886 году генералом кавалерии, и, наконец, в 1888 году командующим VII корпуса в Мюнстере.
Эмиль Генрих Людвиг фон Альбедиль скончался 13 июня 1897 года в городе Потсдаме.